# 慕尼黑新市政厅

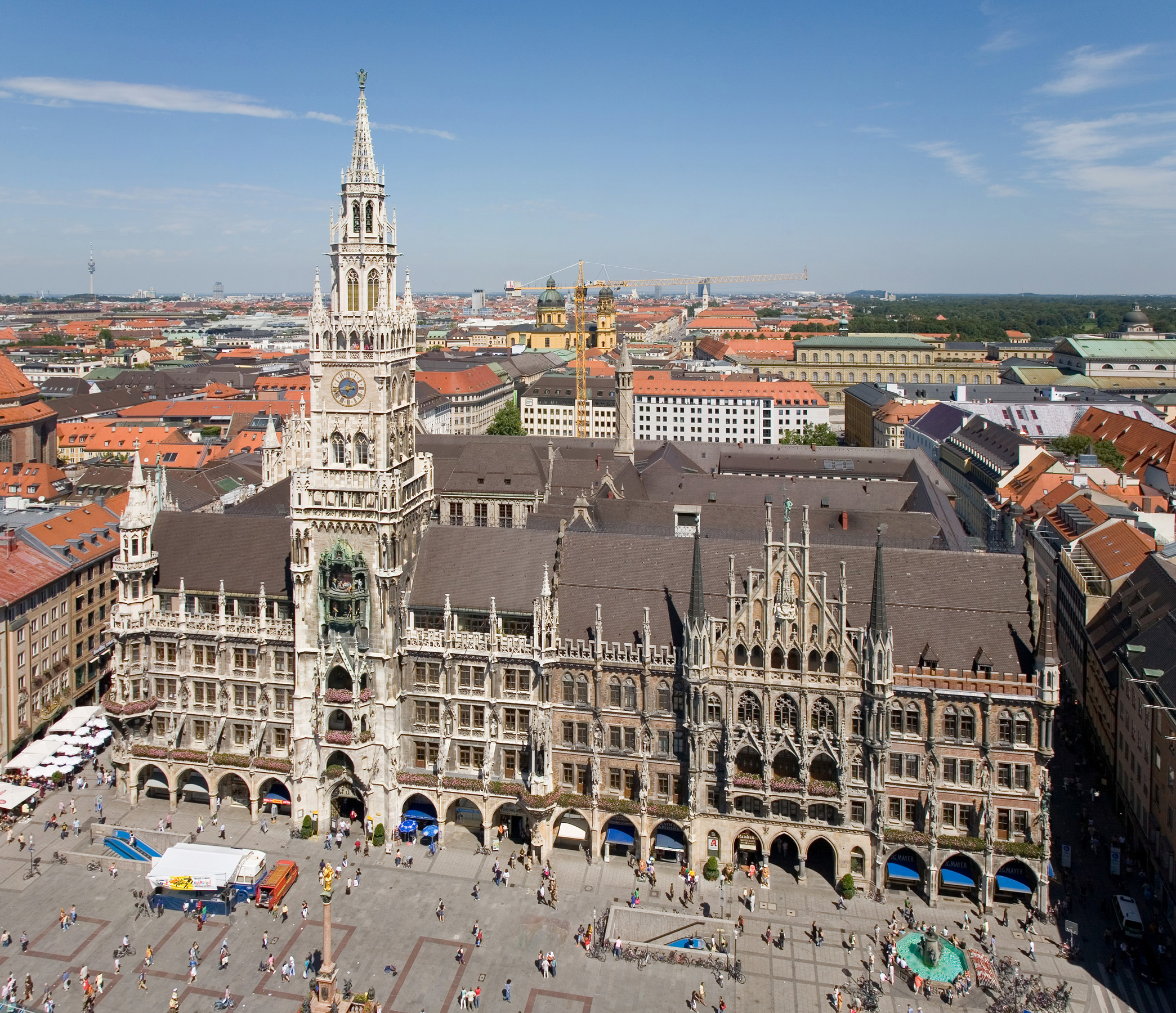
新市政厅

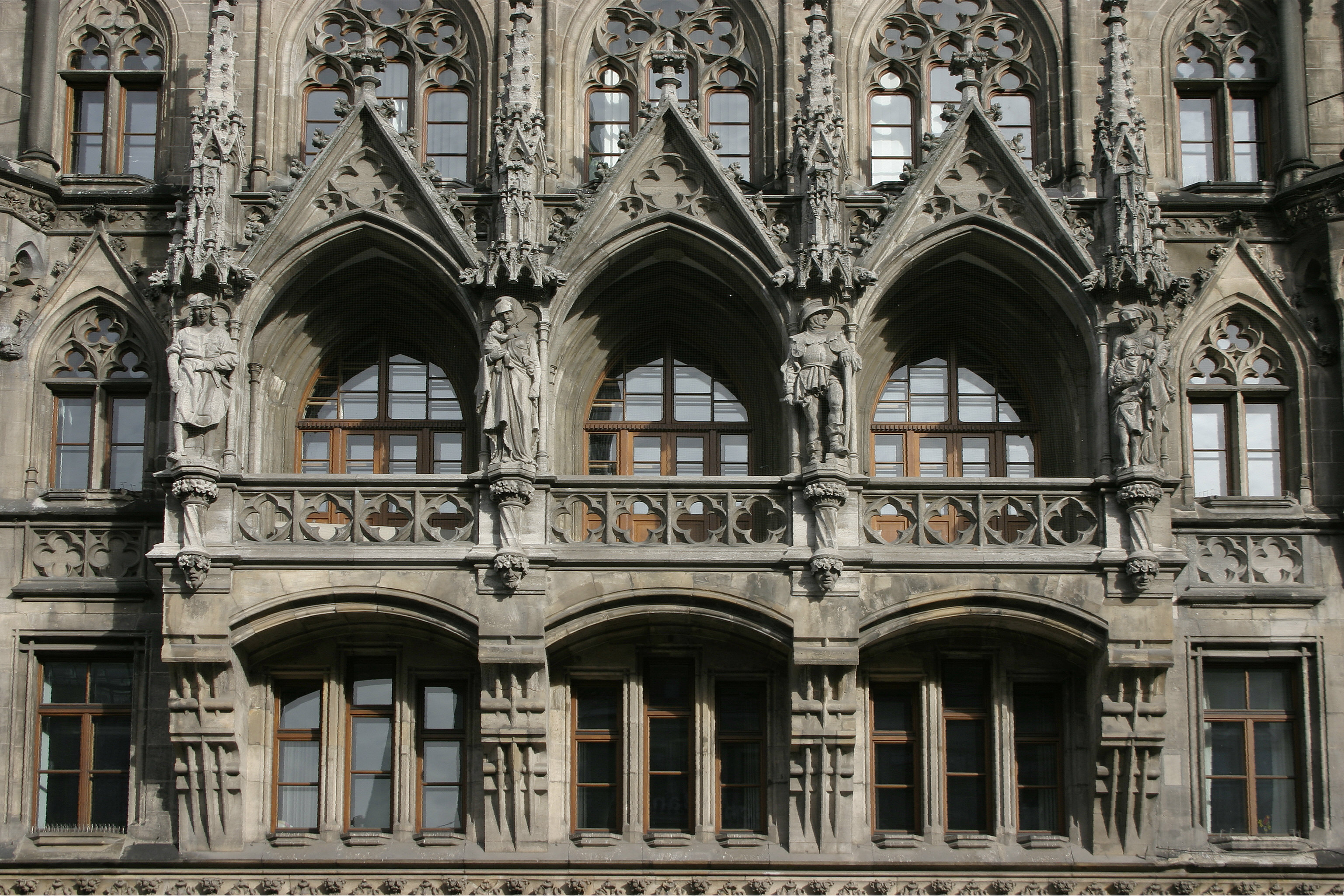
入口上方细部

48°8′15″N 11°34′32″E / 48.13750°N 11.57556°E
慕尼黑新市政厅（德語：Neues Rathaus）是德国慕尼黑玛利亚广场北部的一座市政厅建筑，设有市议会、市长办公室和一部分行政机构。1874年市政当局从旧市政厅迁入这座大楼。它建于1867-1908年，为新哥特式，占地面积9159 m²，有400个房间。

## 簡介
新市政廳位于瑪利亞廣場北側，是19世紀末建造的棕黑哥德式建築。正面裝飾有巴伐利亞國王 , 寓言、傳說的英雄、聖人等的雕像。
整個建築布局恢宏、裝飾華麗，從1867年起用了40年時間才建成。市政廳85米高的鐘樓上有全德國最大的木偶大鐘，每天的11、12、17時，就會有真人大小的32個木偶演出歷史劇，內容是1558年威廉5世的婚禮情景。此時塔閣里許多彩色人偶分上下兩層排著隊簇擁而出，配合著音樂節奏載歌載舞，惟妙惟肖地再現了當年大婚慶典的場景，持續10分鐘。
傳說：1516年慕尼黑發生大鼠疫，全市有幾千人喪生，其余的紛紛逃避他鄉，全城十室九空，變為死城。52年後，威廉五世公爵為了恢複和重振慕尼黑，便在這里舉行大婚慶典，游行慶祝，慕尼黑從此恢複興旺。人們為了紀念這次驅趕“衰氣”的大慶典，在市政廳鐘樓的五六層上設置了木偶大鐘。
广场上有一个著名的钟Glockenspiel，是用1558年威廉5世的婚礼情景制作的；共分为三层；第一层是公鸡、第二层有18个人物绕着一对新婚夫妻跳舞；还有骑士对战、第三层是骑士们的舞蹈，表演时间很点长，一大群人围在广场，拍照、录影都来了。一天3次，早上11点、中午12点和下午五点。